# Атлант (архитектура)
Атла́нт, Атлас (др.-греч.  Ά̓τλας — носитель, лат. Atlantus — несущий, стойкий) — в древнегреческой мифологии — титан, брат Прометея. После поражения в борьбе с олимпийскими богами, в наказание за дерзость был обречён поддерживать на крайнем Западе на своих плечах небесный свод. Фигура Атланта, или Атласа, воплощает образ «могучего носителя», олицетворяет выдержку и стойкость. На старинных гравюрах фигуру Атланта изображали в качестве «оси мира», колонны, разделяющей небо и землю. Отсюда традиция использования скульптурных изображений обнажённой мужской фигуры в качестве опоры, заменяющей колонну или пилон.
В самой Элладе такие фигуры называли  теламонами (др.-греч. Τελαμών — носитель, от τληναι — выносливый, стойкий, терпеливый) — того же происхождения, что и «атлант» (др.-греч. ατλαντας — «носитель», от τληναι — выносливый, стойкий). Как и женские фигуры — кариатиды, аррефоры, канефоры — такие фигуры изначально изображали рабов, пленников, в частности пленных персидских воинов. Отсюда ещё одно название: персиды. Наиболее известный пример — теламоны храма Зевса Олимпийского в Акраганте (Агридженто, Сицилия, середина V в. до н. э.). Храм не сохранился. От огромных восьмиметровых фигур остались разрозненные фрагменты. Согласно реконструкции немецкого архитектора и археолога Роберта Кольдевея (1925), огромные теламоны с закинутыми вверх руками находились не внизу, как обычно, а на высоких пьедесталах, между верхними частями колонн. Предположительно, они изображают пленных карфагенян, трудившихся на возведении храма. Известно также скульптурное изображение Атланта, несущего на своих плечах небесный свод (римское повторение около 110 г. н. э. эллинистического оригинала александрийской школы). Скульптура происходит из библиотеки Форума императора Нерона в Риме. Экспонируется в отдельном зале Национального археологического музея в Неаполе.
Термин «теламон» известен в истории орнаментальной гравюры и мебели. Так, например, архитектор, декоратор, рисовальщик-орнаменталист, проектировщик мебели и резчик по дереву французской школы Фонтенбло Юг Самбен (1520—1601) использовал фигуры теламонов в своих гравюрах и мебели. В 1572 году он опубликовал альбом гравированных проектов «Собрание разнообразных элементов, которые используются в архитектуре» (Oeuvre de la diversité des termes dont on use en architecture) с изображениями теламонов в качестве консолей и иных конструктивно-декоративных элементов. Эти мотивы повторял в своих композициях нидерландский архитектор и декоратор Ганс Вредеман де Врис (1527—1606), причём он совмещал тип теламона с формой античной гермы. Теламоны храма в Акраганте по замыслу архитектора Лео фон Кленце послужили прообразом похожих, но небольших фигур для Зала камей и Второго зала медалей здания Нового Эрмитажа в Санкт-Петербурге (1839—1852), хотя чаще в этом контексте называют более известные фигуры атлантов наружного портика у южного фасада того же здания.

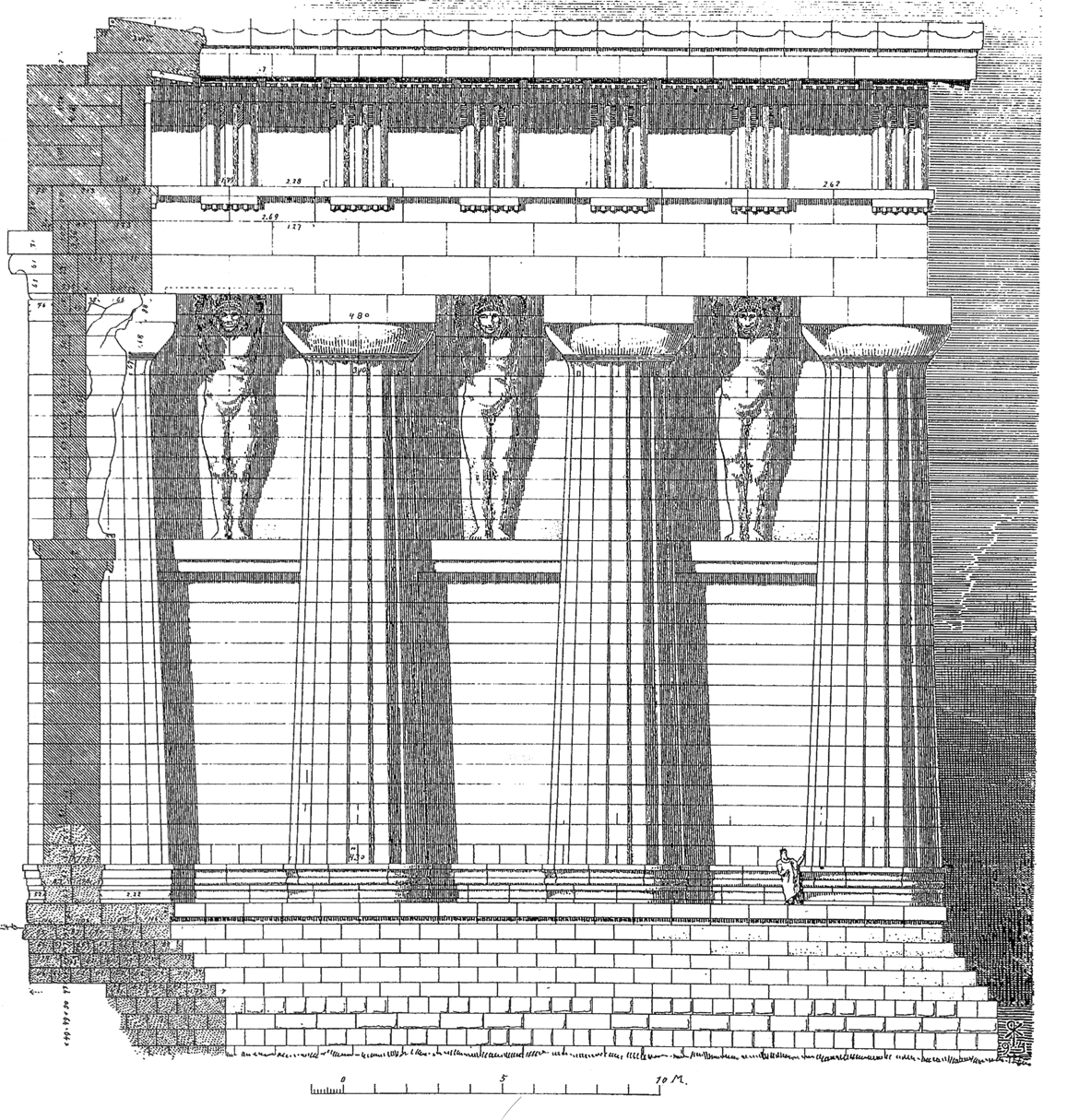
Р. Кольдевей. Реконструкция бокового фасада храма Зевса Олимпийского в Акраганте (Агридженто, Сицилия, середина V в. до н. э.). Издание: Berlin 1899
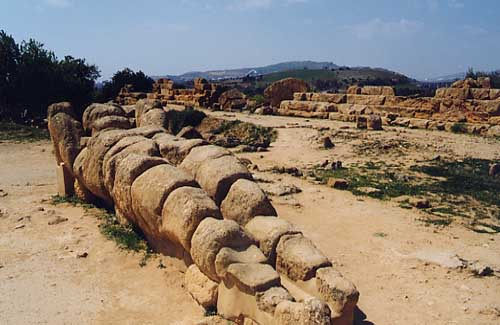
Руины гигантской фигуры теламона с фасада храма Зевса в Акраганте
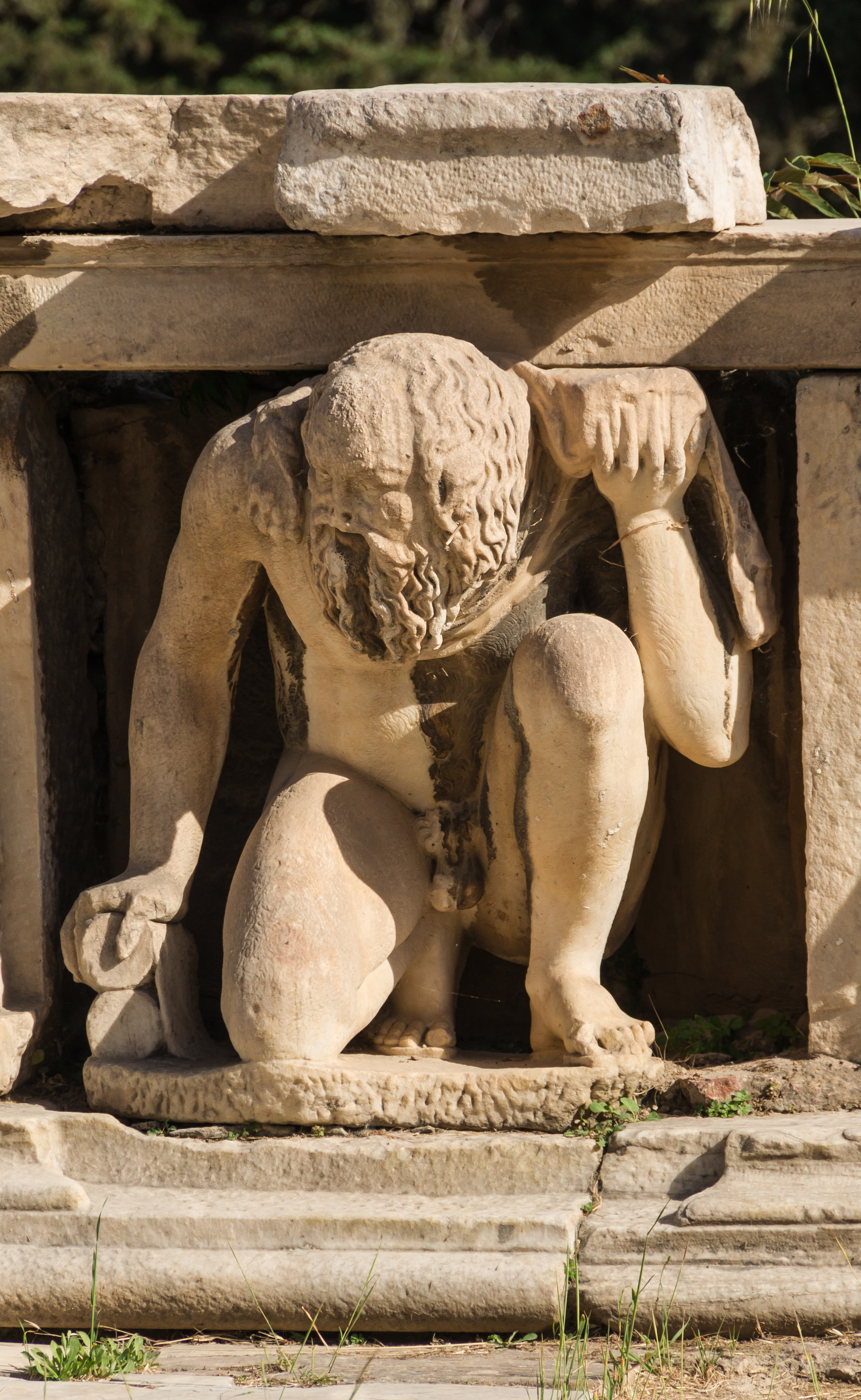
Aтлант Театра Диониса афинского Акрополя. V в. до н. э.
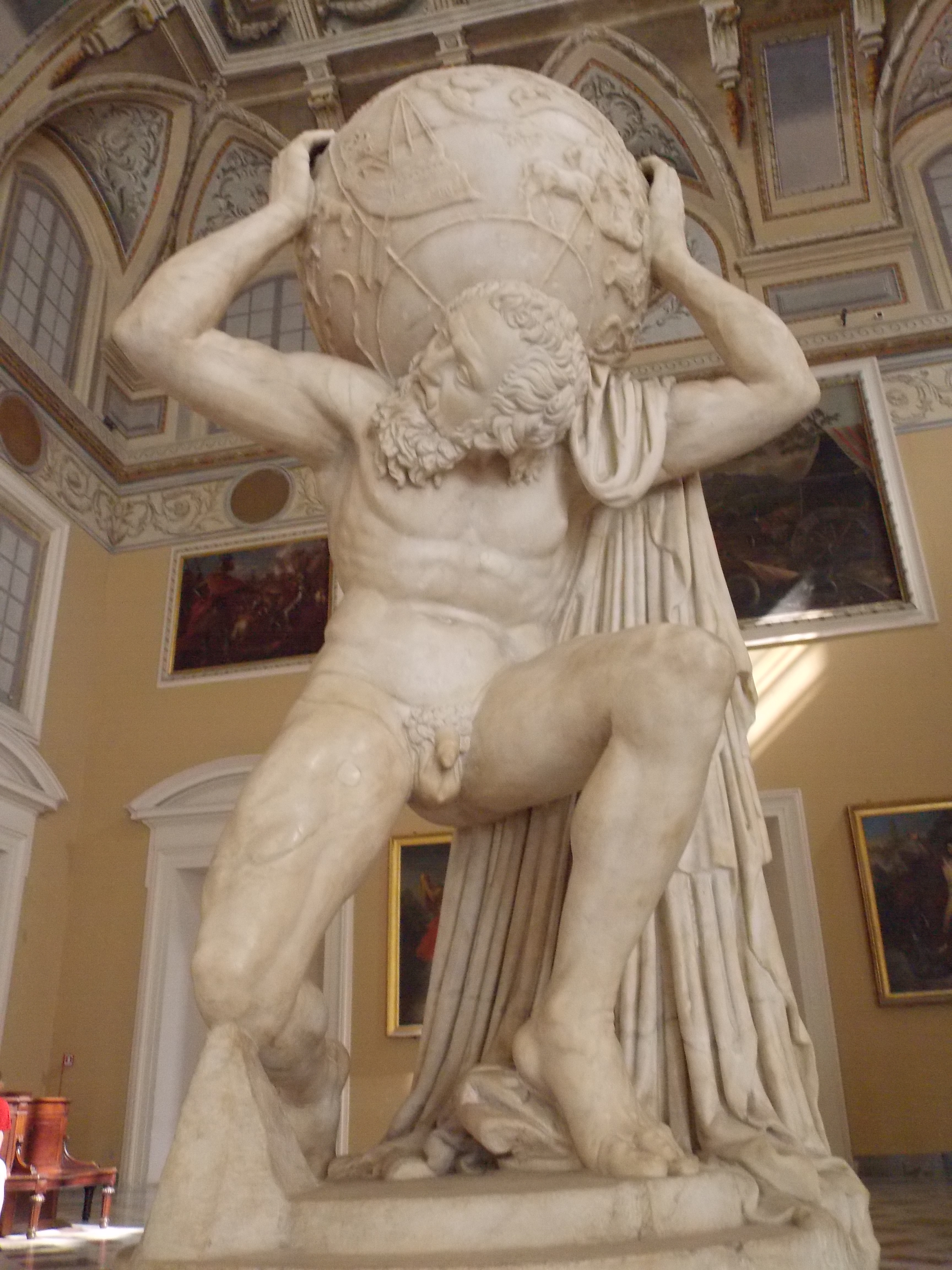
Aтлант Фарнезе. Римское повторение около 110 г. н. э. эллинистического оригинала. Национальный археологический музей, Неаполь
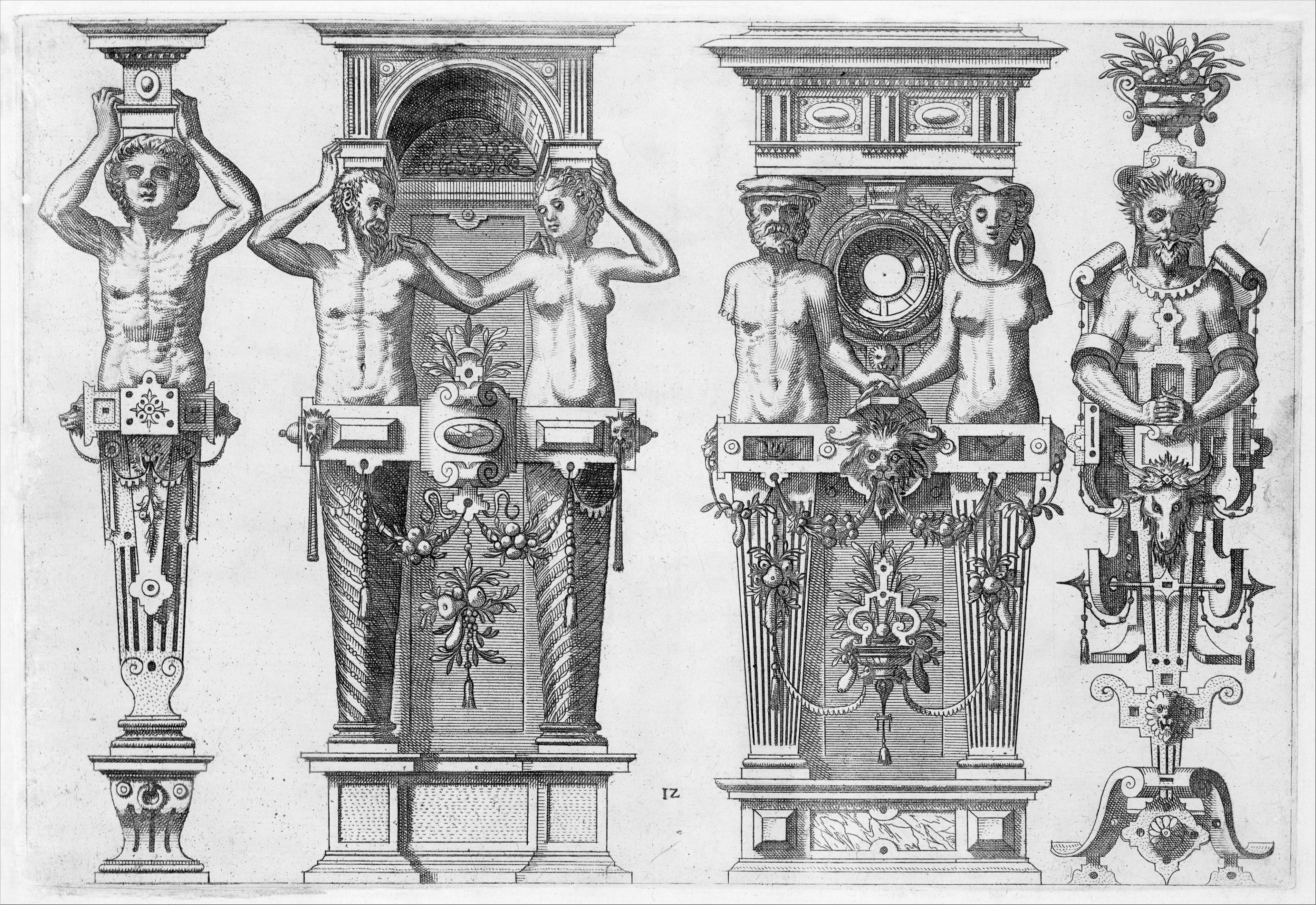
Кариатиды и теламоны. Ок. 1565. Офорт Г. де Йоде по рисунку Г. Вредемана де Вриса
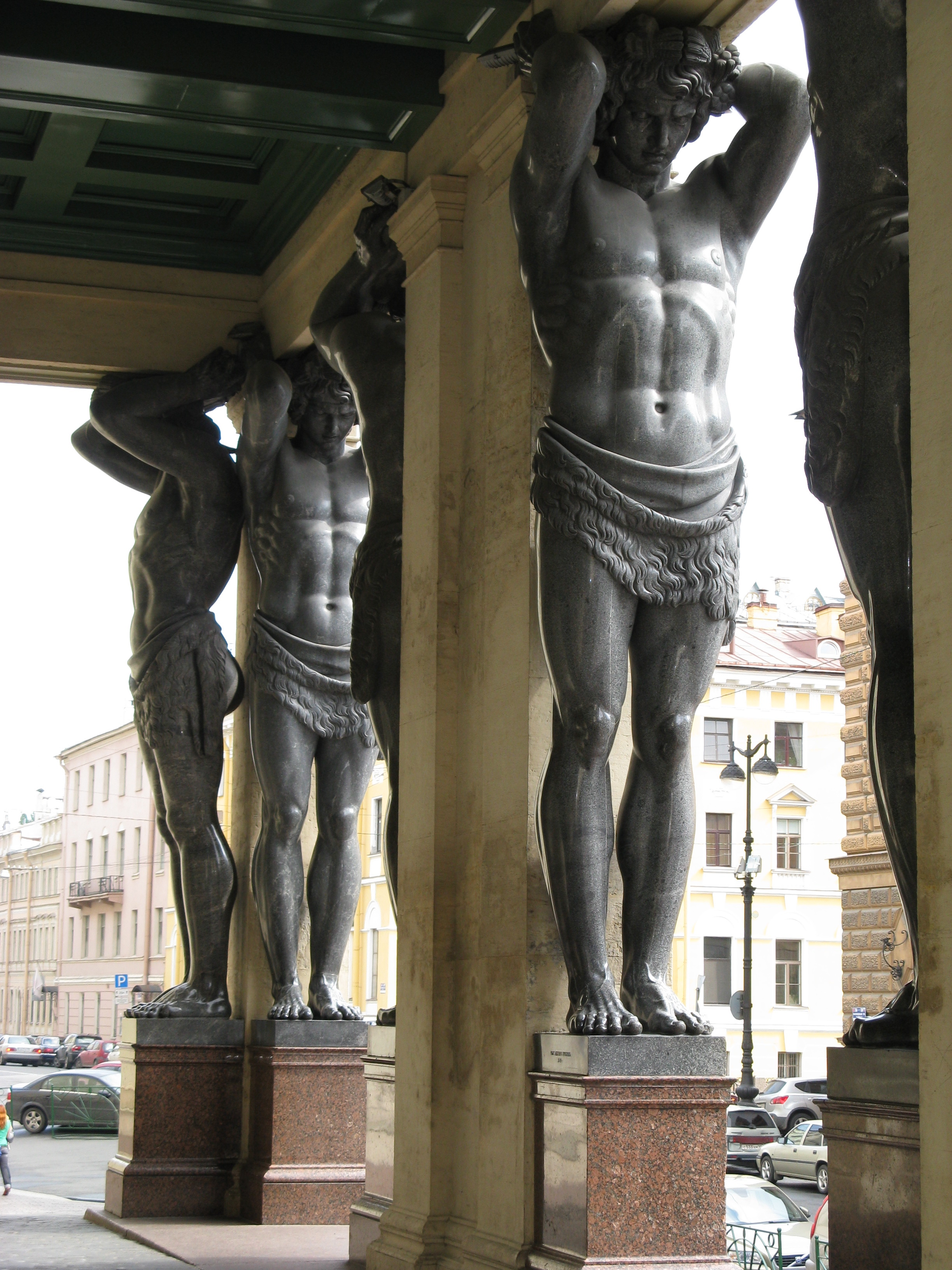
Атланты портика здания Нового Эрмитажа в Санкт-Петербурге. 1849. А. И. Теребенев по проекту Л. фон Кленце
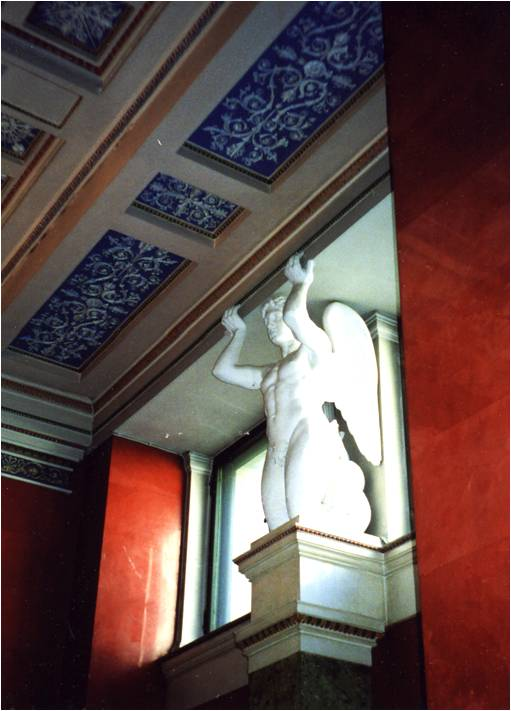
Теламон Зала Диониса здания Нового Эрмитажа, Санкт-Петербург. 1842—1851. Архитектор Л. фон Кленце. Скульптор Й. Герман
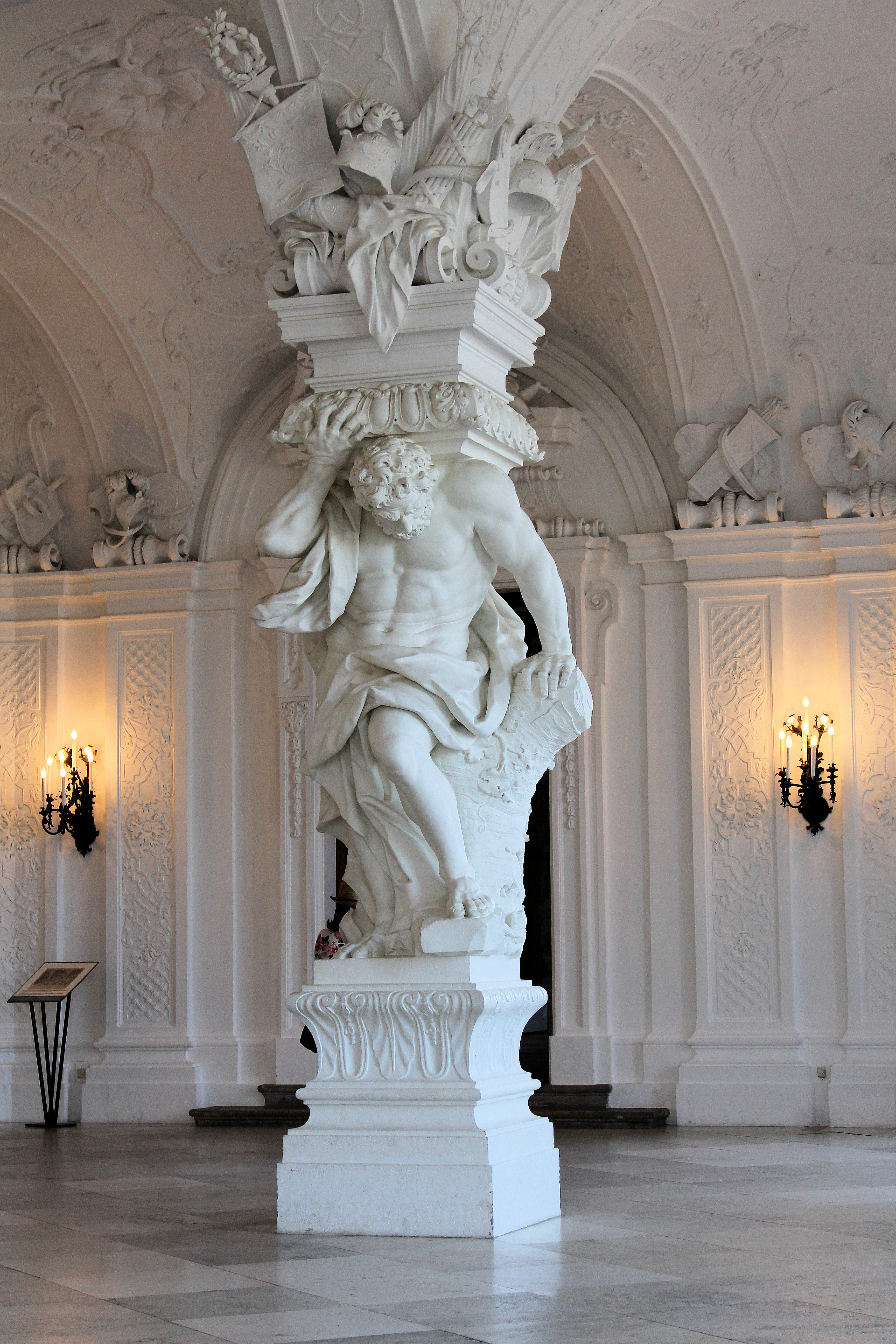
Атлант вестибюля Верхнего Бельведера. Вена. 1723. Скульптор Л. Маттиелли
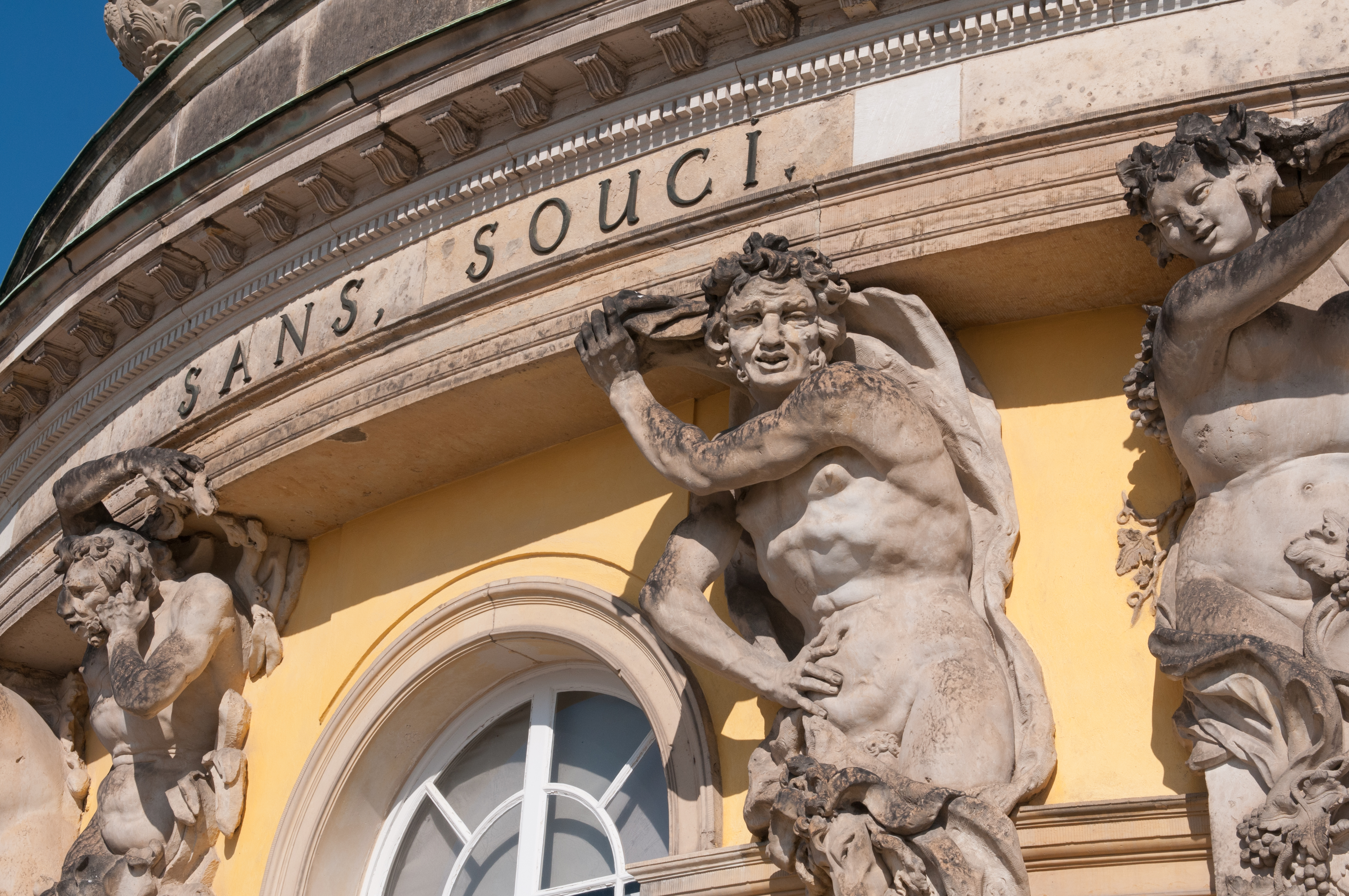
Кариатиды и теламоны. Дворец Сан-Суси, Потсдам. 1745-1747. Архитектор Г. В. фон Кнобельсдорф
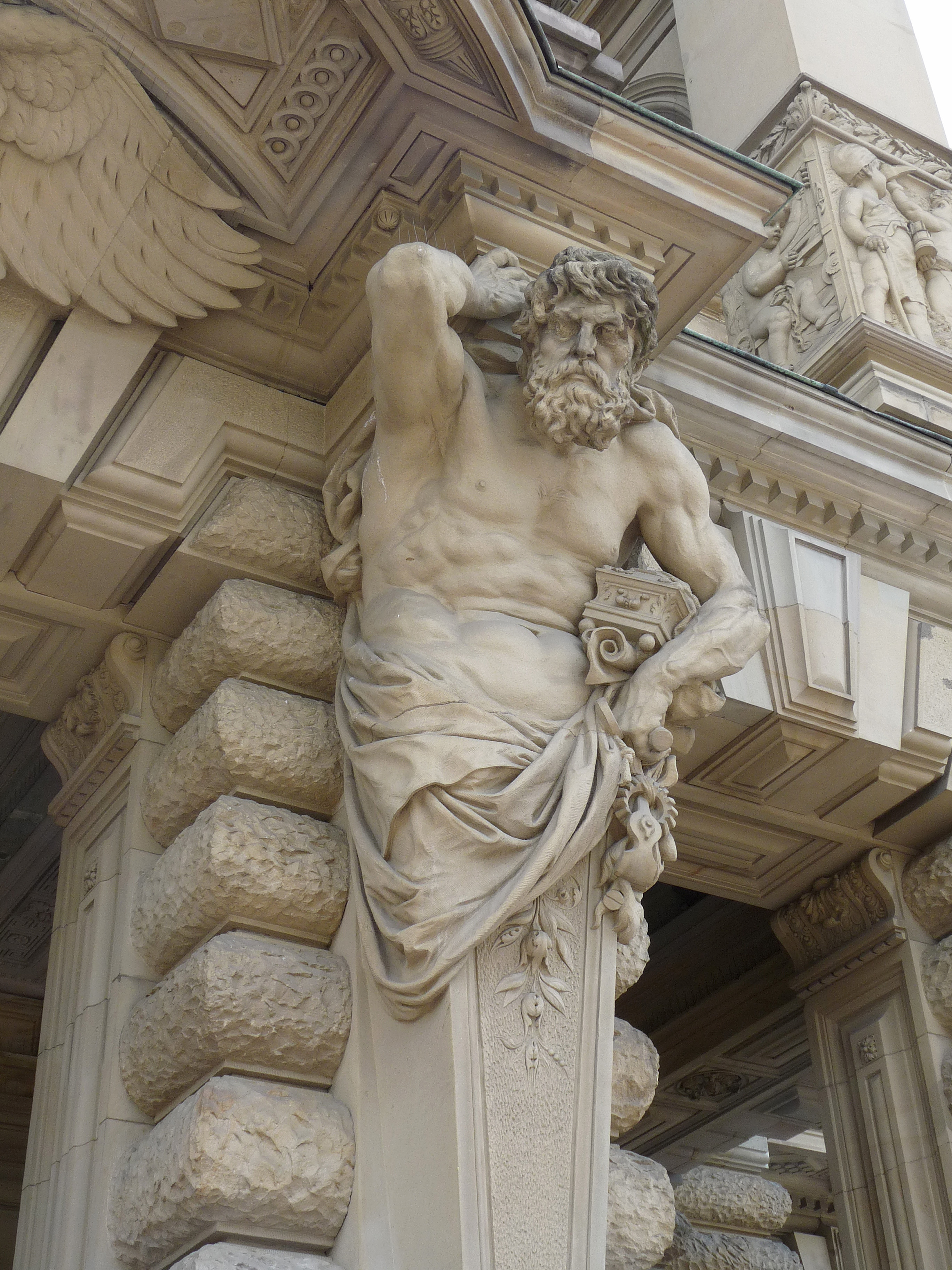
Атлант здания в Страсбурге. Франция
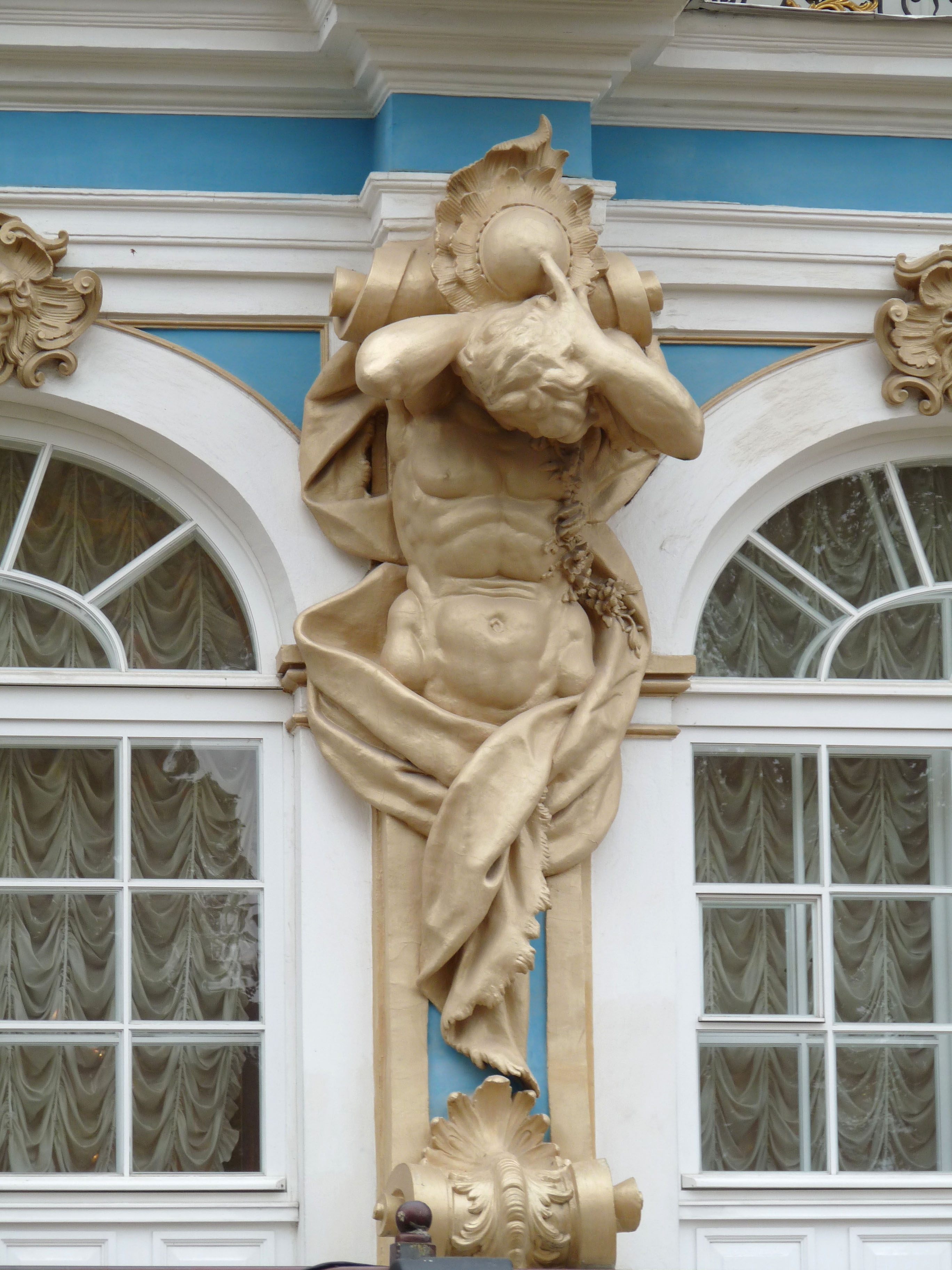
Атлант Большого Екатерининского дворца в Царском Селе. 1752—1756. Архитектор Б. Ф. Растрелли
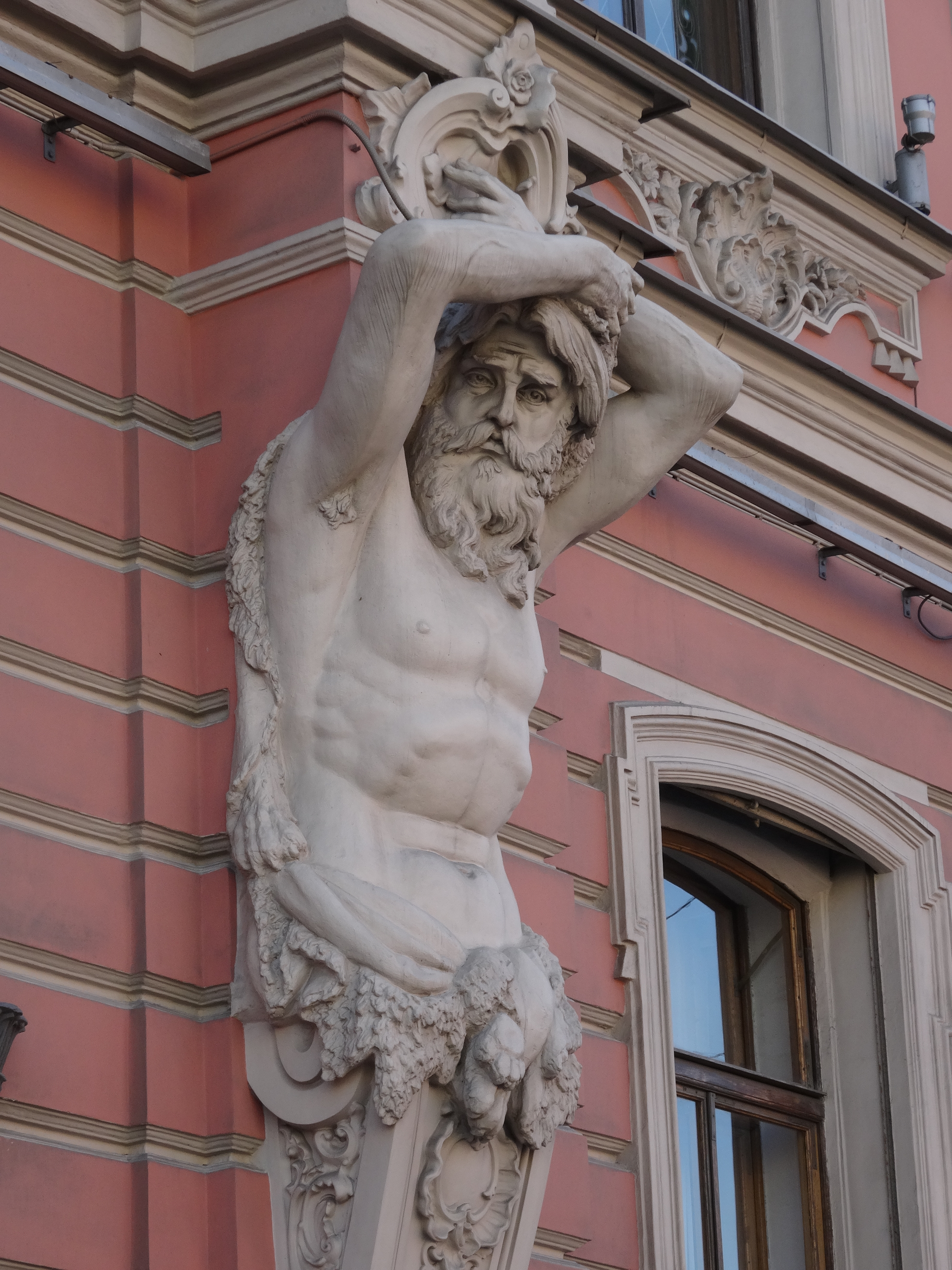
Атлант. Деталь фасада дворца Белосельских-Белозерских. 1847—1848. Архитектор А. И. Штакеншнейдер. Набережная р. Фонтанки, 42, Санкт-Петербург
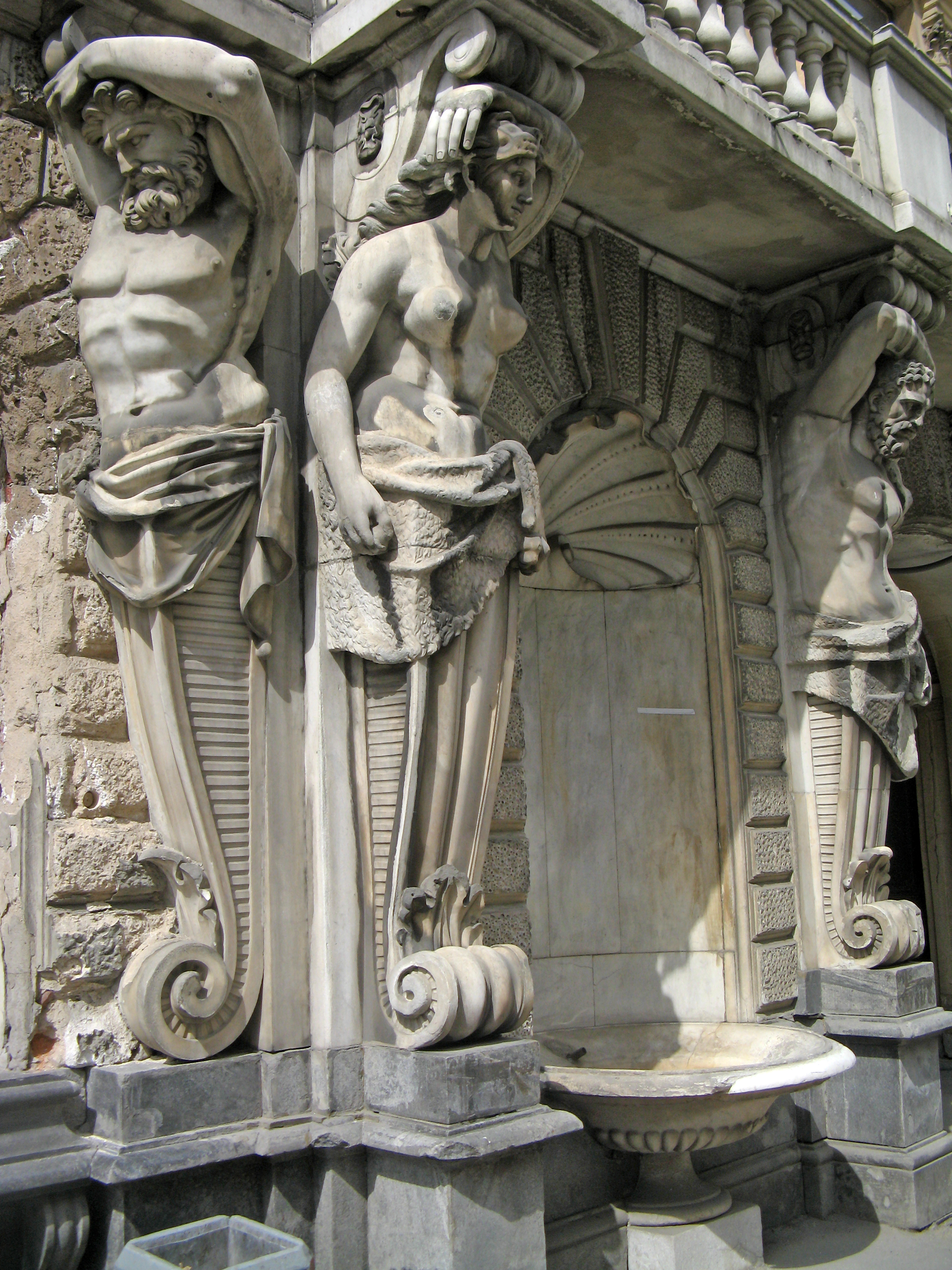
Атланты и кариатиды Дома П. Н. Демидова. 1835-1840. Архитектор О. Монферран. Большая Морская улица, 43,  Санкт-Петербург
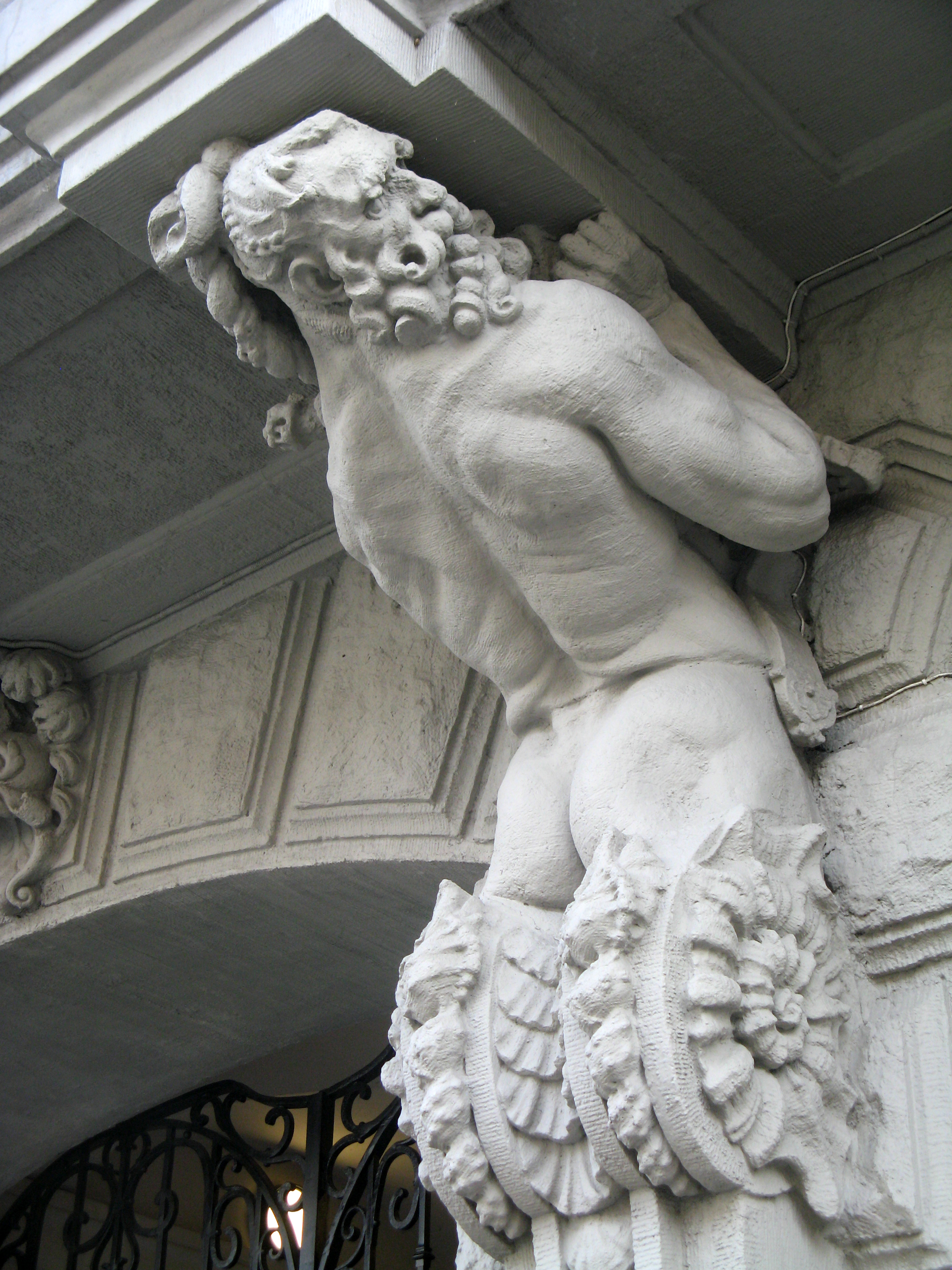
Атлант дома М. Б. Трофимова - Здание Русского товарищества «Нефть». Архитекторы Виноградов П. А., Ястржембский В. С. 1908-1914. Улица Чайковского, 17, Санкт-Петербург
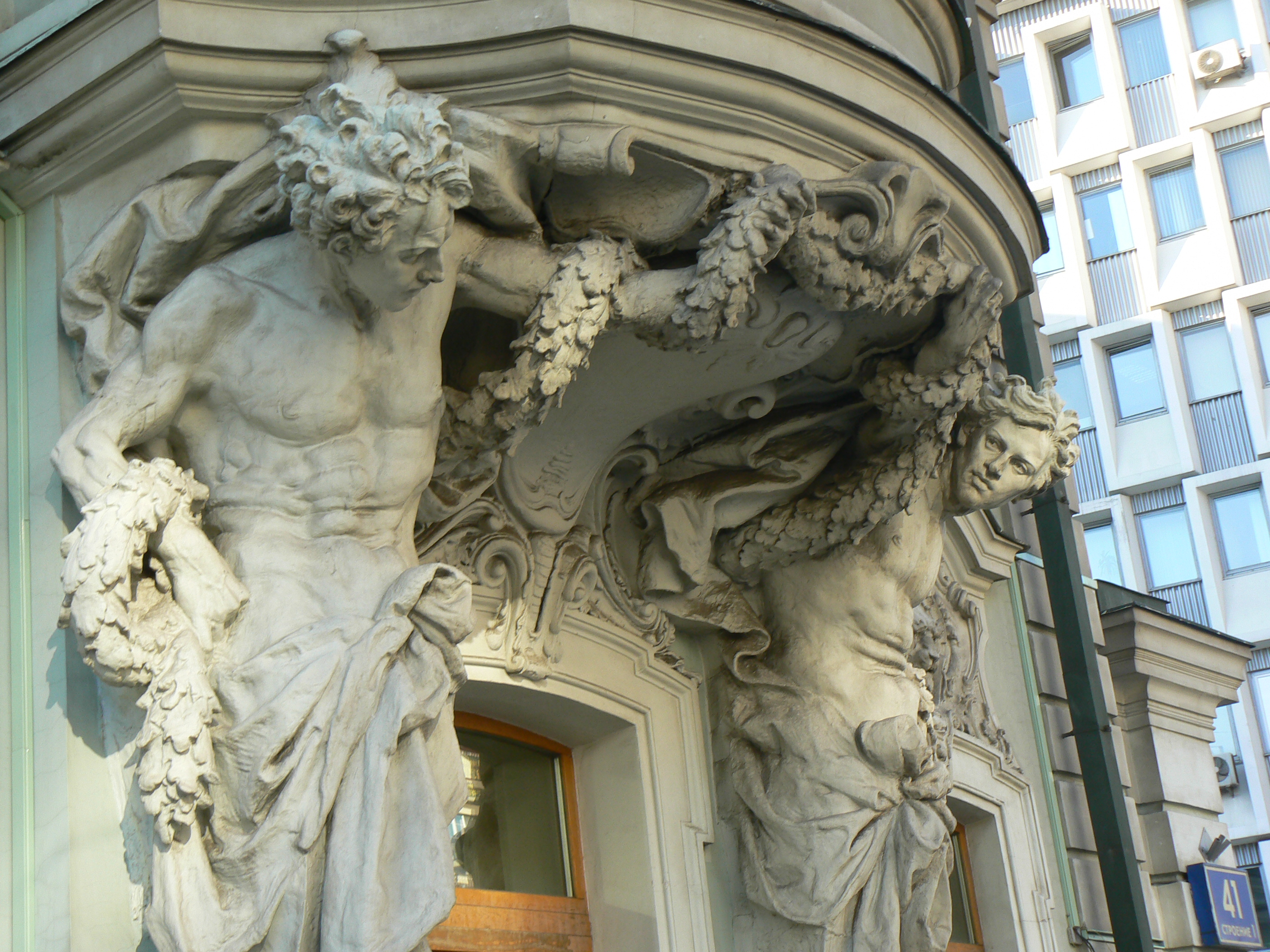
Усадьба Зарина-Долгорукова-Кузнецовой. 1898. Архитекторы: Ф. О. Шехтель, И. С. Кузнецов, В. Г. Иванов. Скульптор С. Т. Коненков. Москва